# János Kajdi
János Kajdi (ur. 30 grudnia 1939 w Szombathely, zm. 10 kwietnia 1992 w Budapeszcie) – węgierski bokser, wicemistrz olimpijski i mistrz Europy.
Startował w wagach lekkiej (do 60 kg), lekkopółśredniej (do 63,5 kg) i półśredniej (do 67 kg). Trzykrotnie brał udział w igrzyskach olimpijskich, za każdym razem w innej wadze. W Tokio w 1964 odpadł w ćwierćfinale wagi lekkiej. W Meksyku (1968) przegrał w eliminacjach wagi lekkopółśredniej z Jerzym Kulejem. Wreszcie pod koniec kariery odniósł największy sukces zdobywając wicemistrzostwo olimpijskie w Monachium w 1972 w wadze półśredniej.
Cztery razy startował w mistrzostwach Europy, za każdym razem zdobywając medal. W swym pierwszym starcie w Belgradzie (1961) zdobył brązowy medal w wadze lekkiej. Dwa lata później w Moskwie (1963) został mistrzem Europy w tej kategorii. W Rzymie (1967) wywalczył brązowy medal w wadze lekkopółśredniej. W Madrycie (1971) ponownie został mistrzem Europy, tym razem w wadze półśredniej.
Pięciokrotnie wygrywał w Mistrzostwach Armii Zaprzyjaźnionych: w 1961 i 1962 w wadze lekkiej, w 1966 i 1967 w lekkopółśredniej i w 1971 w półśredniej.
Dziewięć razy zdobywał mistrzostwo Węgier: w wadze lekkiej w 1961 i 1962, w lekkopółśredniej w 1963, 1966, 1967 i 1968, w półśredniej w 1970, 1971 i 1972. Reprezentował klub Budapest Honvéd FC.
Dwukrotnie walczył w meczach reprezentacji Węgier i Polski, oba razy wygrywając z Janem Szczepańskim (w 1961 i 1962 w wadze lekkiej).
Po zakończeniu kariery był trenerem. Prowadził m.in. reprezentację bokserską Węgier. Zmarł w następstwie obrażeń odniesionych w wypadku samochodowym.